# Eurobrun
Eurobrun, av stallet skrivet EuroBrun, var ett italienskt formel 1-stall som grundades i slutet av 1980-talet och som tävlade under tre säsonger.

## Historik
Stallet grundades av den schweiziske sportbilsföraren och stallägaren Walter Brun och den italienske teknikern Paolo Pavanello. Pavanello hade bl.a. varit involverad i Euroracings Formel 3-stall och Alfa Romeos formel 1-bil Euroracing Alfa Romeo. När Alfa Romeos formel 1-verksamhet avvecklades i slutet av 1985 sökte han efter ett nytt liknande projekt. Ett samarbete startades, där Brun skötte finansieringen och Pavanello tog hand om den tekniska avdelningen.
Stallet använde Euroracings bas och man konstruerade bilen ER-188 som utrustades med en Ford Cosworth DFZ 3.5 V8-motor. Eurobrun ställde upp med två bilar 1988 med Oscar Larrauri och Stefano Modena som förare, men i de få lopp som de kvalificerade sig till blev det inga poäng. 
I slutet av året började Brun leta efter ett alternativt stall och försökte tillsammans med ett par finansiärer köpa Lotus och Brabham. Så blev det nu inte, utan Brun tvingades fortsätta på egen hand. Året efter startade han istället en brittisk chassitillverkning under namnet Brun Technics och Euroracings ingenjör Bruno Zava modifierade den befintliga bilen till ER-188B och utrustade den med en Judd 3.5 V8-motor.
Säsongen 1989 ställde man upp med en bil med Gregor Foitek som förare. Han inledde i en ER-188B och fick sedan en ER-189 i Tyskland 1989. Foitek lämnade stallet efter ytterligare två lopp efter att inte ha lyckats kvala in till ett enda lopp. Oscar Larrauri kallades tillbaka för att köra resten av säsongen, men inte heller han lyckades kvala in till något lopp.
Till säsongen 1990 hade man designat ER-189B och anställt Roberto Moreno och Claudio Langes som förare. Den nya bilen var inte direkt dålig men man saknade pengar för att vidareutveckla den. Moreno uteblev helt från fem förkvalificeringar och deltog bara i två tävlingar. Langes deltog i samtliga förkvalificeringar men han gick aldrig vidare till någon kvalificeringsomgång.
Eurobrun tävlade för sista gången i Spanien 1990 varefter stallet lades ner.

## F1-säsonger
| Säsong | Tävlingsnamn    | Bil                              | Motor                    | Däck | Poäng | VM-plac. | Förare 1                     | Förare 2       |
| ------ | --------------- | -------------------------------- | ------------------------ | ---- | ----- | -------- | ---------------------------- | -------------- |
| 1988   | Eurobrun Racing | Eurobrun ER-188                  | Ford Cosworth DFZ 3.5 V8 | G    | 0     | 11:a     | Oscar Larrauri               | Stefano Modena |
| 1989   | Eurobrun Racing | Eurobrun ER-188B Eurobrun ER-189 | Judd 3.5 V8              | P    | 0     | 17:e     | Gregor Foitek Oscar Larrauri |                |
| 1990   | Eurobrun Racing | Eurobrun ER-189B                 | Judd 3.5 V8              | P    | 0     | 11:a     | Roberto Moreno               | Claudio Langes |